# Torna a 2003. évi nyári európai ifjúsági olimpiai fesztiválon
A 2003. évi nyári európai ifjúsági olimpiai fesztiválon a torna versenyszámait Párizsban rendezték. Hat női számban hirdettek győztest.

## Összesített éremtáblázat
| A 2003. évi nyári európai ifjúsági olimpiai fesztivál összesített éremtáblázata tornában | A 2003. évi nyári európai ifjúsági olimpiai fesztivál összesített éremtáblázata tornában | A 2003. évi nyári európai ifjúsági olimpiai fesztivál összesített éremtáblázata tornában | A 2003. évi nyári európai ifjúsági olimpiai fesztivál összesített éremtáblázata tornában | A 2003. évi nyári európai ifjúsági olimpiai fesztivál összesített éremtáblázata tornában | Olimpia  |
| ---------------------------------------------------------------------------------------- | ---------------------------------------------------------------------------------------- | ---------------------------------------------------------------------------------------- | ---------------------------------------------------------------------------------------- | ---------------------------------------------------------------------------------------- | -------- |
|                                                                                          | Ország                                                                                   | Arany                                                                                    | Ezüst                                                                                    | Bronz                                                                                    | Összesen |
| 1.                                                                                       | Olaszország                                                                              | 2                                                                                        | 1                                                                                        | 0                                                                                        | 3        |
|                                                                                          | Ukrajna                                                                                  | 2                                                                                        | 1                                                                                        | 0                                                                                        | 3        |
| 3.                                                                                       | Oroszország                                                                              | 2                                                                                        | 0                                                                                        | 3                                                                                        | 5        |
| 4.                                                                                       | Hollandia                                                                                | 0                                                                                        | 3                                                                                        | 2                                                                                        | 5        |
| 5.                                                                                       | Spanyolország                                                                            | 0                                                                                        | 1                                                                                        | 0                                                                                        | 1        |
| 6.                                                                                       | Románia                                                                                  | 0                                                                                        | 0                                                                                        | 1                                                                                        | 1        |
|                                                                                          |                                                                                          |                                                                                          |                                                                                          |                                                                                          |          |
| Összesen                                                                                 | Összesen                                                                                 | 6                                                                                        | 6                                                                                        | 6                                                                                        | 18       |

## Női
| A 2005. évi nyári európai ifjúsági olimpiai fesztivál érmesei női tornában |                                      |                                       |                                        |
| Versenyszám                                                                | Arany                                | Ezüst                                 | Bronz                                  |
| Gerenda                                                                    | Oroszország Yulia Lozhechko · 9.225  | Hollandia Loes Linders · 9.100        | Románia Lorena Stancu · 9.025          |
| Felemás korlát                                                             | Ukrajna Dariya Zgoba · 9.575         | Olaszország Giorgia Benecchi · 9.287  | Hollandia Shalina Groenveld · 9.150    |
| Talaj                                                                      | Olaszország Giorgia Benecchi · 9.163 | Spanyolország Melodi Pulgarin · 9.050 | Oroszország Yulia Lozhechko · 8.925    |
| Ugrás                                                                      | Olaszország Giorgia Benecchi · 9.281 | Hollandia Loes Linders · 9.163        | Hollandia Mayra Kroonen · 9.132        |
| Egyéni összetett                                                           | Oroszország Yulia Lozhechko · 36.025 | Ukrajna Dariya Zgoba · 35.500         | Oroszország Svetlana Klyukina · 35.475 |
| Csapat összetett                                                           | Ukrajna · 71.125                     | Hollandia · 70.850                    | Oroszország · 70.750                   |